# سيغفريد باور
سيغفريد باور (بالألمانية: Siegfried Bauer)‏ هو فيزيائي ألماني، ولد في 15 مايو 1961 في كارلسروه في ألمانيا، وتوفي في 30 ديسمبر 2018.